# 시 리처드슨
사이 리처드슨(Sy Richardson, 1941년 1월 1일 ~ )은 미국의 배우, 각본가이다.
신시내티에서 태어났다.

## 출연 작품
- 페이스 오브 아워 파더스 (2015년)
- 로맨틱 크라운 (2011년)
- 어 넘버스 게임 (2010년)
- 패밀리 웨딩 (2010년)
- 해저드 마을의 듀크 가족: 비기닝 (2007, The Dukes of Hazzard: The Beginning)
- 서처스 2.0 (2007년)
- 서바이빙 크리스마스 (2004년) - 두-다 대역 역
- 인터셉터 포스 2 (2001년)
- 더 플레이어즈 코트 (2000년)
- 위너 (1996년)
- 초보 형사 JJ (1994년)
- 링 오브 파이어 2 (1993년)
- 블랙 시티 (1993년)
- 파시 (1993년)
- 투 슬립 위드 앵거 (1990년)
- 궁둥이에 총을 쏜 남자 (1990년)
- 트립와이어 (1989년) - 터보 역
- 미스테리 트레인 (1989년)
- 킨지테 (1989년)
- AFT의 학살 (1989년)
- 3인의 탈주자 (1989년) - 턱커 역
- 뒤로 가는 남과 여 (1989년) - Capt. 월커 역
- 비디오테이프 대소동 (1988년)
- 악령의 분신 (1988년)
- 화성인 지구 정복 (1988년)
- 범죄와의 전쟁 (1988년)
- 비정의 인조인간 (1987년)
- 불사신 워커 (1987년) - Capt. 혼스비 역
- 죽음의 탈출 (1987년)
- 지옥 특급 (1987년)
- 시드와 낸시 (1986년)
- 리포 맨 (1984년)
- 마이 브라더스 웨딩 (1983년)

### 텔레비전
- 치어스 (1992)
- ER (2003)
- 쉴드: XX 강력반 (2005)
- 탐정 몽크 (2006, 2007)
- 푸싱 데이지 (2007-09)
- NCIS (2013)